# Goyenia
Genre
Goyenia est un genre d'araignées aranéomorphes de la famille des Desidae. Il a été decrit en 1970 par Raymond Robert Forster. 

## Distribution
Les 10 espèces connus de ce genre sont endémiques de Nouvelle-Zélande.

## Liste des espèces
Selon World Spider Catalog (version 17.0, 07/06/2016) :
- Goyenia electa Forster, 1970
- Goyenia fresa Forster, 1970
- Goyenia gratiosa Forster, 1970
- Goyenia lucrosa Forster, 1970
- Goyenia marplesi Forster, 1970
- Goyenia multidentata Forster, 1970
- Goyenia ornata Forster, 1970
- Goyenia sana Forster, 1970
- Goyenia scitula Forster, 1970
- Goyenia sylvatica Forster, 1970

## Publication originale
- Forster, 1970 : The spiders of New Zealand. Part III. Otago Museum Bulletin, vol. 3, p. 1-184.